# 1909 en Belgique
Chronologie de la Belgique
- 1905
- 1906
- 1907
- 1908
- 1909
- 1910
- 1911
- 1912
- 1913

Cette page recense des événements qui se sont produits durant l'année 1909 en Belgique.

## Chronologie
- 10 décembre : l'ancien chef de cabinet Auguste Beernaert reçoit le prix Nobel de la paix à Oslo pour ses travaux dans le domaine du droit international[1].
- 17 décembre : mort du roi Léopold II[2].
- 23 décembre : prestation de serment du roi Albert Ier[2].

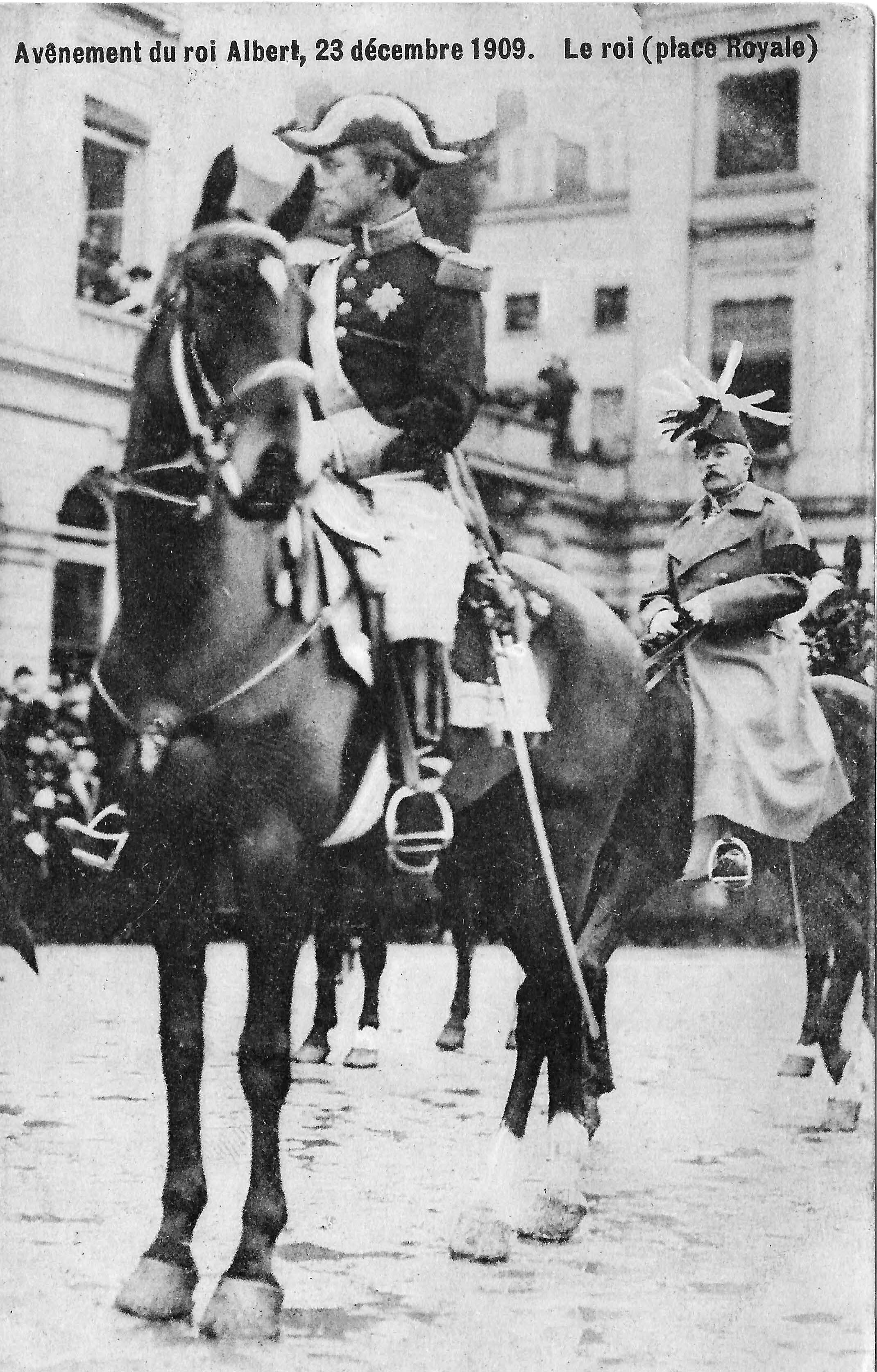
Avènement du roi Albert, le 23 décembre 1909 (place Royale).

## Culture

### Architecture

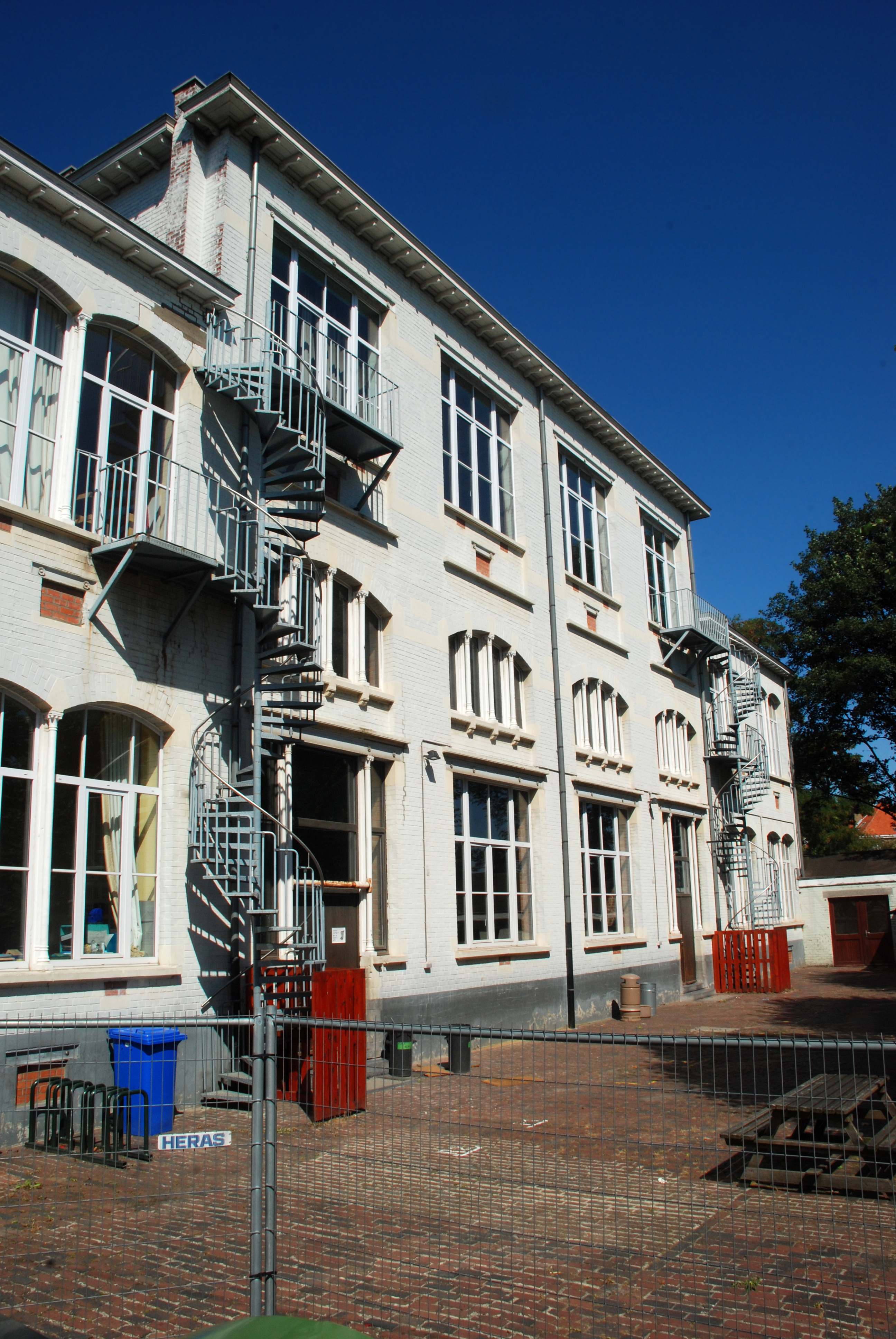
École Vervloesem à Woluwe-Saint-Lambert (Art nouveau, Henri Jacobs)

### Littérature
- L'Aile mouillée, recueil de Jean Dominique[3].

### Peinture

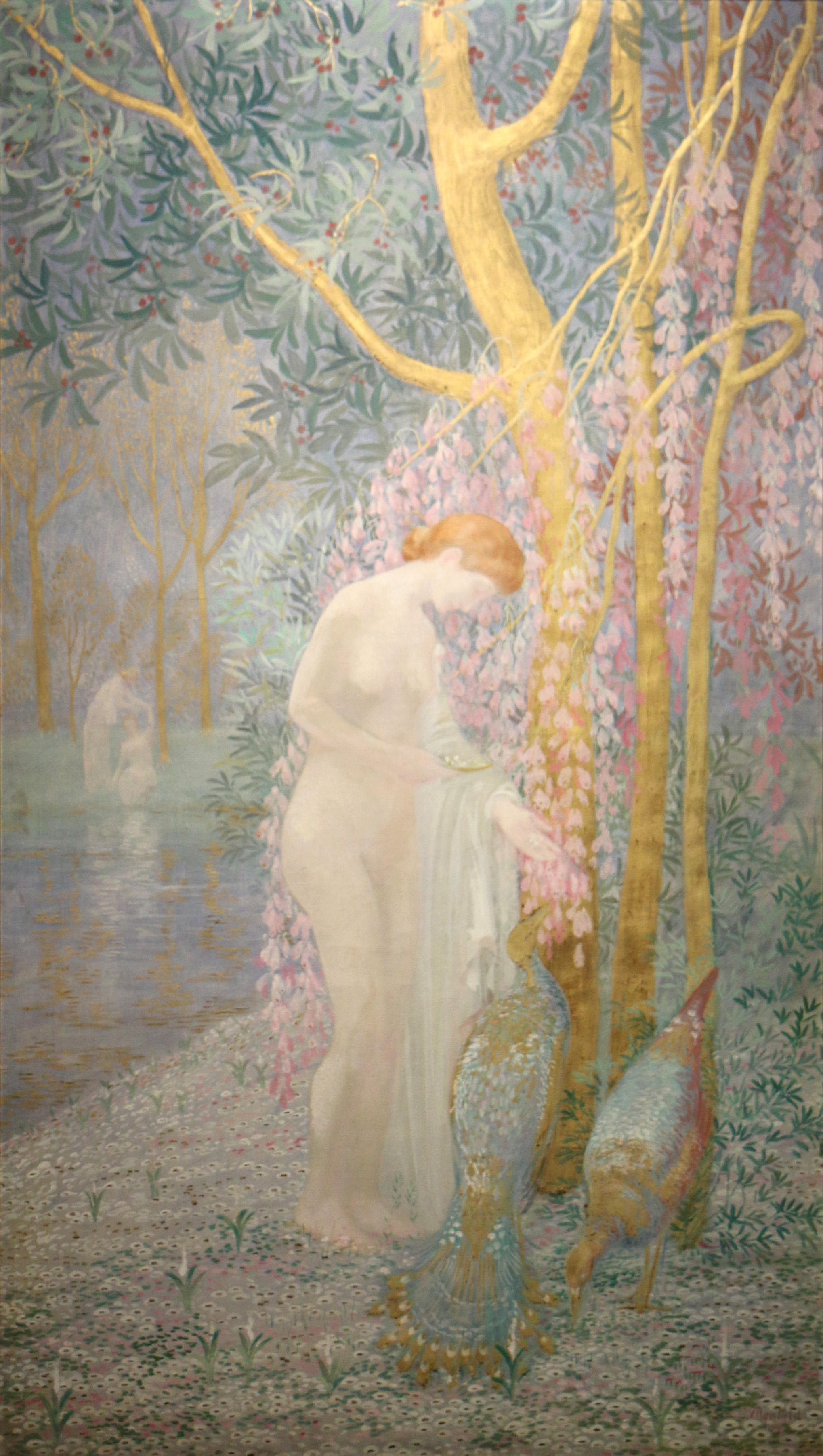
La Femme au paon (Constant Montald)

## Naissances
- 17 février : Jef Scherens, coureur cycliste († 9 août 1986).
- 15 juin : Maurice Brasseur, homme politique († 3 avril 1996).
- 5 août : Jan Vaerten, peintre († 23 décembre 1980).
- 22 août : Sylvère Maes, coureur cycliste († 5 décembre 1966).
- 25 décembre : Louis Van Lint, peintre († 27 décembre 1986).

## Décès
- 27 janvier : Léon Becker, peintre et naturaliste (° 1826).
- 2 mars : Henriëtte Ronner-Knip, peintre belgo-néerlandaise (° 31 mai 1821).